# Orgue de l'Església parroquial de Nostra Senyora de Consolació (Porreres)
L'orgue de l'Església Parroquial de Nostra Senyora de Consolació es troba a la localitat mallorquina de Porreres, a l'església del mateix nom. Està situat sobre el portal lateral de la dreta.

## Història
Tot i que l'orgue actual va ser construït pel Mestre Lluís Navarro a mitjans del segle xviii, tenim notícies d'un altre orgue més antic a la mateixa església.
La primera notícia és del 9 d'octubre de 1538, moment en què els fusters Martí Comes i Gabriel Vinyes, el ferrer Bartomeu Figueres i el pintor castellà Pere del Cuervo, palmesans, es comprometen a construir l'orgue encarregat pels jurats de la vila al Mestre Gaspar Roig, orguener català. Aquest orgue estava situat a la capella de Sant Roc, al mateix lloc on es torba actualment. Uns anys més tard, el 3 d'octubre de 1542, es crea el benefici de l'orgue: Mn. Ponç Feliu no vol tocar més l'orgue i s'acaba desgastant. Davant aquest fet, troben a Bernat Vilar, prevere de Manacor, amb qui es fundaria aquest benefici per 12 lliures amb la llicència del bisbe. De totes maneres, aquest benefici no té gaire efecte, atès que el 10 de setembre de 1544 es torna a fundar un benefici prenent 12 lliures censals de renda sobre béns de la Universitat i particulars de la vila.
Apareixen més notícies d'aquest orgue arrel de les visites pastorals. L'any 1578, per exemple, es descriu: «alt lo orga. Item los organs ab tres registres i sos temblants tancat ab clau de part darrera. Item les manxes». D'una manera semblant apareix descrit a la visita de 1596, especificant que té tres manxes. A la visita de 1610 apareix una queixa que explica: «i per quant lo organista quant sona sta molt descubert i mostra tot lo cos ordenaren per ço que los honorables jurats faces una gelosia a una part i altre de la Cadireta perquè estica ab la decencia que conve». La creació d'aquestes gelosies segueix essent insistida en les visites de 1615 i 1626. Finalment, tenim la notícia que l'any 1647 s'ordena templar i posar canons i els registres que falten per un preu de 20 lliures a vista d'un any.
A partir del 1666 es comencen les obres del temple actual de Porreres, un fet que segurament va afectar l'orgue. En efecte, l'any 1734 es contracta a Lluís Navarro per la construcció d'un orgue nou en el període de dos anys per 1050 lliures. Els registres de pagament ens indiquen que es van comprar ferros per les manxes, corretges pels clarins, carros pel secret de l'orgue, bigues de poll pels quatre rems de les manxes, traginers i socis. Aquest seria l'orgue que trobaríem actualment a l'Església. En el moment de finalització comptava amb 15 registres a mà esquerra i 16 a mà dreta, a més d'una Cadireta amb 7 jocs i Contres amb 2 jocs. De totes formes, no serà la seva forma definitiva. Uns anys després, l'any 1742, es torna a contractar a Lluís Navarro per a templar l'orgue per un preu de 2 lliures, 16 sous i 8 diners. El 25 de novembre de 1754, atès que Navarro no es trobava a Mallorca, es paguen 35 lliures al Mestre Damià Caymari per «trempar y espolsar lo orga». El 29 d'aquest mateix més es paguen 13 lliures i 18 sous per a mantenir a Caymari i els seus acompanyants durant 13 dies.
Tenim notícia també que el 1778 Guillem Juan rep el benefici d'orgue per la defunció de Francesc Barceló. Al 1789 se li realitzaran manxes noves i un registre de cadireta, sobre els quals el rector Antoni Canet es compromet a pagar la meitat, a més d'uns flautats «sufragats pels capellans de la vila obligats pel bisbe Nadal». És l'orgue que aquest mateix any visitaria Berard, que el descriu com a «grande, regular, con guarnición de madera a lo antiguo». La tasca de restauració seria realitzada per l'orguener català Josep Xapel, ja que consta que el 1790 li paguen 208 lliures, 6 sous i 10 diners «per compondre, fer nets los orgas, fer registres nous, manxas novas, flautas et alias». Finalment el 1793 el comú de preveres paga 104 lliures i 10 sous a un tal Mestre Lluís Esquerrer orguener per espolsar, afinar i compondre l'orgue. En realitat es tracta de Scherrer, orguener suís establert a Barcelona.
Durant el segle xix, segueixen les modificacions sobre l'orgue. Per exemple l'any 1838 l'ecònom Rafel Esteva contracta a Antonio Portell perquè el compongui per «cien durillos». És l'any 1891 quan l'orgue és sotmès a una profunda reforma, testimoniada per una inscripció sota el secret que indica que «este órgano fue restaurado el año 1891 por el Maestro Miguel Cardell hijo y sobrino; siendo Rector D. Pere Joan Campins y Beneficiado organista D. Jaume Mulet Pbro».
També tenim testimoni d'algunes restauracions durant el segle xx, com la de 1913, duta a terme pels mateixos cosins Cardell a ordres del rector Mossèn Antoni Soler Terrassa. Els motius de tornar a escollir els mateixos restauradors és per la tasca que havien fet anteriorment i també per haver construït els orgues de Lloret i Sineu. En aquesta restauració afegeixen un secret nou a l'Orgue Major, a més de la Gran Batalla actual i l'Orgue d'Ecos. La darrera reforma és de l'any 1982 pels orgueners Calvano-Bernal, una reforma «no gaire encertada», ja que tan sols es limità a la neteja i ajustament de la mecànica sense plantejar-se una reconstrucció més profunda.

## Descripció tècnica

### Consola
Aquest orgue compta amb 3 teclats de 54 notes (C-f). Aquest fet fa que la cadireta només funcioni 45 notes (E-c). L'Orgue Major i l'Orgue d'Ecos es troben partits entre c'-cs'. Finalment, el pedal compta amb 12 botons amb acoblament permanent a l'Orgue Major. La disposició seria la següent:

#### Orgue Major[2]
| Mà esquerra               | Mà dreta                  |
| ------------------------- | ------------------------- |
| Flautat de cara de 8'     | Flautat de cara de 8'     |
| Flautat de 8'             | Flautat de 8'             |
| Violón de 16'             | Violón de 16'             |
| Bordó de 8'               | Bordó de 8'               |
| Octava de 4'              | Octava de 4'              |
| Principal de 4'           | Principal de 4'           |
| Celeste de 8'             | Celeste de 8'             |
| Gamba de 8'               | Gamba de 8'               |
| Octavín de 2'             | Octavín de 2'             |
| Octavilla de 2'           | Octavilla de 2'           |
| Ple major                 | Ple major                 |
| Ple                       | Ple                       |
| Corneta                   | Corneta                   |
| Trompeta de Batalla de 8' | Trompeta Magna de 16'     |
| Clarí de 4'               | Trompeta de Batalla de 8' |
| Bajoncillo de 4'          | Trompeta de 8'            |
| Clarí 15a de 2'           | Clarí de 4'               |
| Enanos de 8'              | Enanos de 16'             |
|                           | Trémolo                   |

#### Cadireta
- Principal
- Tapadet
- Quinzena
- Címbala[2]

#### Orgue d'Ecos[2]
| Mà esquerra   | Mà dreta           |
| ------------- | ------------------ |
| Violó         | Violó              |
| Flauta de 4'  | Octava dolça de 4' |
| Tapadet       | Tapadet            |
| Dotzena       | Cornetilla         |
| Cromorn       | Cromorn            |
| Clarí         | Trompeta Real      |
| Trompeta Real | Oboe               |

#### Pedal
- Contras de 16'
- Bobarda de 8'[2]

### Secret

#### Orgue Major
Seguint l'ordre cromàtic, l'Orgue Major presenta els següents jocs:

##### A la testa
Presenta 5 jocs de Batalla:
- Mà esquerra: Nans de 8', Clarí 15a de 2', Clarí de 4', Baixó de 4' i Trompeta de Batalla de 8' amb els 5 baixos (C-E) de metall interiors
- Ma dreta: Nans de 16', Clarí alt de 4', Clarí de 8', Trompeta de Batalla de 8' i Trompeta Magna de 16'[3]

##### Sobre el secret
Presenta 13 jocs:
1. Flautat de cara de 8' amb 16 tubs (C-gsº) a façana
2. Flautat de 8' amb 15 tubs (D-gsº) a la façana. Alguns tubs dels dos flautats són de fusta interiors
3. Octava de 4'
4. Violó de 16'. Realment és un Flautat obert de fusta, llevat de les 16 primeres notes (C-dsº), que són tapades
5. Nazards a mà esquerra (amb 3 tubs per tecla a la 1a octava i 4 a la 2a). A mà dreta presenta la Corneta, amb 7 tubs per tecla
6. Bordó de 8' de fusta
7. Octava de 4'. Les 12 primeres notes són comuns amb l'altra octava de 4'. A mà dreta presenta 2 tubs per tecla
8. Celeste de 8', començant en cº
9. Gamba de 8', començant a cº
10. Octaví de 2', amb tubs de Nazard
11. Quinzena (Octavilla) de 2'. És doble a partir de cº. A mà dreta, el segon rengle té tubs de Nazard
12. Ple. La 1a octava compta amb 1 tub per tecla; la 2a, 2; i la 3a, 3
13. Ple major. A mà esquerra presenta 4 tubs per tecla (un dels quals es troba buit). A mà dreta compta amb dues Corredores amb un sol tirador[3]

#### Cadireta
Seguint també un ordre cromàtic, la Cadireta presenta 4 jocs, encara que hi ha lloc per 3 jocs més sobre el secret. Començant per la part de la cara, la disposició seria la següent:
1. Principal de 4', amb 17 tubs (E-gsº) a la façana
2. Tapadet de 4'. Els primers 24 tubs són nous de fusta (E-ds'). Després té 14 tubs de fusta antics (e'-f). Acaba amb 7 tubs de principal (fs-c)
3. Quinzena de 2' amb 9 baixos de fusta antics tapats (eren la continuació del Tapadet)
4. Cimbalet de tres rengles (un buit), que comença amb 2/3'[3]

#### Orgue d'Ecos
Seguint l'ordre cromàtic, l'Orgue d'Ecos presenta un total de 7 jocs disposats dins una caixa expressiva amb persiana, que es maneja amb una genollera. Començant per la part de darrere, aquesta seria la disposició:
1. Bordó de fusta de 8' amb vuit baixos (C-G) postats
2. Dotzena (de 2 2/3' + 2') a mà esquerra. Corneta de 4 rengles (de 4' + 2 2/3' + 2 2/3' + 2') a mà dreta (tots els tubs són nous menys els del primer rengle, amb tubs cònics antics)
3. Octava de 4' amb 19 baixos (C-fsº) de fusta; la resta, de metall.
4. Tapadet de 4' de fusta antic
5. Clari de 4' a mà esquerra i Oboè 8' a mà dreta
6. Cromorn de 8'
7. Trompeta Real de 8'. Els tubs es troben a mà dreta disposats horitzontament al sostre en forma de batalla interior[3]

#### Pedal
Compta amb un secret a la dreta, davall del secret major. Presenta 2 jocs. Les notes C D E F G A serien de l'orgue antic
1. Contres de 16' de fusta obertes
2. Bombarda de 8' de fusta[3]

### Tiradors
- Orgue Major: 2 files a cada columna a banda i banda de teclats
- Orgue d'ecos: a sobre d'aquests
- Cadireta: en forma de palanca a mà dreta i a l'esquena de l'organista. Al mateix costat, sota el seient, hi havia 3 palanques més[3]

### Afinació
L'afinació actual és mig to baixa.